# アドレナリンドライブ
『アドレナリンドライブ』は、1999年に製作された日本のコメディ映画。112分、カラー。
優柔不断な男と冴えない看護婦が、ひょんなことから暴力団の裏金を持ち逃げし、蓼科高原を舞台にドタバタ逃避行を繰り広げる。
企画は東映ビデオの社員・三宅澄二で、東映で宣伝・マーケティングをやっていた三宅が東映からお金を出させず、製作委員会を作ってお金を集めた。

## スタッフ
- 監督・脚本・編集：矢口史靖
- 音楽：山本精一＆羅針盤
- 主題曲：羅針盤「アドレナリンドライブ」
- エンディングテーマ：平山みき「真夏の出来事'99」
- 撮影：浜田毅
- 美術：山田好男
- 録音：横溝正俊
- 美術：山田好男
- 照明：渡邊孝一
- 整音：杉山篤
- 音響効果：中村佳央（東洋音響カモメ）
- 選曲：石井ますみ
- 助監督：足立公良、宮村敏正、箱山夕子
- カースタント：アクティブ21
- ボディスタント：S.A.M
- スタジオ：日活撮影所
- 現像：東京現像所
- 製作者：新藤次郎、坂井洋一、石田耕二、日下部圭子
- プロデューサー：溝上潔、板谷健一、小林智浩
- 企画：折坂哲郎、三宅澄二
- 製作委員会メンバー：近代映画協会、ギャガ・コミュニケーションズ、日本出版販売、ゼアリズエンタープライズ
- 配給：ゼアリズエンタープライズ、日本出版販売

## キャスト
- 佐藤静子:石田ひかり
- 鈴木悟:安藤政信
- 黒岩:松重豊
- 婦長:角替和枝
- 山田:マギー
- 田中:坂田聡
- 中川:木下明水
- 川上:長谷川朝晴
- 上野:六角慎司
- 野島:石倉力
- 荒川組長:上田耕一
- 山本:徳井優
- 智子:真野きりな
- 島田:諏訪太朗
- 下田:山本密
- バス運転手:田中要次
- 黒田:中原和宏
- 警官:緒形幹太
- 細谷:鈴木卓爾
- ヤンキー:大塚よしたか

## 参考書籍
- 『映画監督はサービス業です。ー矢口史靖のヘンテコ映画術―』、DU BOOKS、2019年9月、 ISBN 978-4866471006。